# Okraj Volšperk
Okraj Volšperk (nemško Bezirk Wolfsberg) je upravni okraj zvezne dežele Koroške, Avstrija. Sedež okraja je v mestu Volšperk, ki je tudi sedež Mestne občine Volšperk.

## Občine v okraju
| Slika                     | Lega | Grb | Občina (slovensko)           | Občina (nemško)               | Vrsta         | Preb. | Km2    | Preb. /km2 |
| ------------------------- | ---- | --- | ---------------------------- | ----------------------------- | ------------- | ----- | ------ | ---------- |
| Klikni za spremembo slike |      |     | Braniče                      | Frantschach-St. Gertraud      | trška občina  | 2690  | 100,97 | 24         |
| Klikni za spremembo slike |      |     | Labot                        | Lavamünd                      | trška občina  | 3171  | 93,80  | 30         |
| Klikni za spremembo slike |      |     |                              | Preitenegg                    | občina        | 1032  | 68,34  | 13         |
| Klikni za spremembo slike |      |     |                              | Reichenfels                   | trška občina  | 1907  | 87,21  | 20         |
| Klikni za spremembo slike |      |     | Šentandraž v Labotski dolini | St. Andrä                     | mestna občina | 10332 | 113,47 | 87         |
| Klikni za spremembo slike |      |     | Šentjurij v Labotski dolini  | St. Georgen im Lavanttal      | občina        | 2014  | 72,38  | 26         |
| Klikni za spremembo slike |      |     | Šentlenart v Labotski dolini | Bad St. Leonhard im Lavanttal | mestna občina | 4578  | 111,82 | 38         |
| Klikni za spremembo slike |      |     | Šentpavel v Labotski dolini  | St. Paul im Lavanttal         | trška občina  | 3519  | 47,34  | 67         |
| Klikni za spremembo slike |      |     | Volšperk                     | Wolfsberg                     | mestna občina | 25126 | 278,31 | 90         |